# Neuapostolische Kirche (Berlin-Alt-Treptow)
Die Neuapostolische Kirche im Berliner Bezirk Treptow-Köpenick im Ortsteil Berlin-Alt-Treptow war ein Kirchengebäude der Neuapostolischen Kirche in der Gebietskirche Berlin-Brandenburg. Das Gotteshaus wurde 1926 eingeweiht und nach Zerstörungen am Ende des Zweiten Weltkriegs bis 1953 wieder aufgebaut. Im Herbst 2024 wurde es abgerissen.

## Geschichte
Das Kirchengebäude wurde zu Beginn der 1920er Jahre für die in Treptow entstandene Gemeinde der Gläubigen des Neuen Apostels mit Hilfe von Bauhilfen der Berliner Gebietskirche und privaten Spenden errichtet. Die Kircheneinweihung fand am 26. April 1926 statt. Neben den Gottesdiensträumen befanden sich auch Wohnräume im Haus.
Am 23. November 1943 wurde es durch einen Bombentreffer beschädigt und am 21. Juni 1944 durch weitere Treffer zerstört. Anwohner nutzten die Ruine in den Wintermonaten als Rodelbahn.
Als sich nach Kriegsende wieder Gemeindemitglieder zusammenfanden, sorgten sie mit eigenen Arbeitsleistungen und mit dem Verkauf von symbolischen „Bausteinen“ im Wert von je 0,50 Mark für den Wiederaufbau neuapostolischer Kirchen in Berlin dafür, dass das Gebetshaus in Anlehnung an vorherige Pläne wieder aufgebaut werden konnte. Außerdem beteiligten sich auch Trümmerfrauen an der Beseitigung der Kriegstrümmer. Im Inneren erhielt die Altarseite eine schlichtere Gestaltung, eine neue Orgel musste angeschafft werden. Die Wiedereinweihung fand am 25. November 1953 statt.

## Architektur
Das Bauwerk hatte etwa die Höhe der umstehenden Wohngebäude und keinen emporragenden Turm. Der Haupteingangsbereich war als rundbogiges Portal gestaltet, eingefasst von griechischen kannelierten Säulen.
Im Kirchenraum gab es eine U-förmige Empore, die auf beiden Seiten des Chorbogens angebaut ist. Die Empore hatte eine hölzerne leicht verzierte Balustrade und trug auf der Westseite die Orgel. Die Balustrade wurde nach dem historischen Vorbild neu hergestellt.
In Längsrichtung des Kirchenschiffes waren zweireihige Sitzbänke aufgestellt, durch einen Mittelgang getrennt. Mittig hing vor der Altarnische und vor der Westempore je ein Kronleuchter von der Decke herab.
Der Altar stand in einer schmalen Nische mit rechteckigem Grundriss auf einem Podest, das um ca. sieben Stufen erhöht war. Nach dem Wiederaufbau erhielt der Altarraum eine schlichtere Ausstattung, die neu angefertigten Holzbänke waren weitestgehend schmucklos.
Der Haupteingang an der westlichen Giebelseite bekam damals einen streng rechteckigen Vorbau mit geradem oberem Abschluss. An den kirchlichen Zweck erinnerte ein großes Logo der neuapostolischen Kirche auf der Giebelfläche und auf dem Dachfirst ein Kreuz.
Nach der Wende und der deutschen Wiedervereinigung erhielt die Treptower Gemeinde Geld für Sanierungs- und Umbaumaßnahmen. So entstand anstelle des großflächigen NAK-Logos auf der Westseite des Gebäudes ein großes Rundfenster, eingefasst von zweifarbigem Putz (beige-gelb/weiß), der bis zum Portalvorbau geführt ist. Über den drei nebeneinander angeordneten gleich breiten rechteckigen Türen wurde der Schriftzug Neuapostolische Kirche in Versalien angebracht.
Die Südseite des Gebäudes wurde von zwei Reihen Kirchenfenstern dominiert, die untere Reihe waren in Dreiergruppen gegliederte Rechteckfenster, eingefügt zwischen den Konsolen. Die Fenster sind mit einfachem farbigem Ornamentglas versehen. Die obere Reihe bestand aus drei großen, mit Buntglas geschmückten Rundfenstern, jeweils mittig über den unteren Dreierfenstern angeordnet. Die Fensterreihen setzen sich an der westlichen Seite nicht bis zur Ecke fort, sondern werden hier aus rechteckigen und kleineren Fenster gebildet. Diese belichten das Treppenhaus, das zur Empore führt.
Das gesamte Gebäude wurde von einem mit roten Dachziegeln gedeckten Pultdach abgeschlossen. Am Ostgiebel befinden sich drei Anbauten: ein Nebenraum zum Altar hin und zwei Treppentürmchen zur Empore.
Der Altarraum erhielt bei den letzten Umbauten zum Ende des 20. Jahrhunderts neues Mobiliar aus hellem Naturholz, auch einen neuen Altartisch und drei quer aufgestellte Patronatslogen. Hinzu kamen neue leicht gepolsterte Kirchenbänke, die Platz für rund 500 Besucher bieten, und eine neue Beleuchtung aus mehreren gruppierten Hängeleuchten.

## Geschichte der Gemeinde
Die Mitglieder („Geschwister“) der Neuapostolischen Kirche Treptow gehören zur Gemeinde Berlin Südost.
Alle Vorsteher der Gemeinde:
- 1926–1929: Karl Claus
- 1929–1949: Wilhelm Kunz
- 1953–1967: Karl Wickert
- 1967–1983: Heinz Moldt
- 1983–2001: Dietmar Przybylka
- 2001–2012: Thomas Naumann
- seit 2012: Thomas Schmeichel

Im Jahr 2019 erfolgte aus finanziellen, organisatorischen und Auslastungsgründen ein Zusammenschluss mit der NAK-Gemeinde Lichtenberg. Deren gesamte Kirchenimmobilie am Münsterlandplatz war an einen Investor verkauft worden, der anstelle des Gotteshauses Wohnhäuser errichten will. Die „Geschwister“ dieser Gemeinde kommen also entweder zur Gemeinde Treptow oder suchen sich andere neue Gemeinschaften. In diesem Zusammenhang ist vorgesehen, das Kirchengebäude in Lichtenberg noch bis Ende Juni 2022 für die Gottesdienste der zusammengeschlossenen Gemeinde zu nutzen – das hier unter Geschichte beschriebene Bauwerk soll an gleicher Stelle am Schmollerplatz durch einen Kirchenneubau ersetzt werden.

## Weitere Nutzungen der Kirche
Im Kirchenraum fanden auch Auftritte des NAK-Jugend- und Kinderchores der Gebietskirche Süd statt.
Im Weiteren dient der Kirchenraum auch für Diskussionsrunden wie dem Meinungsaustausch von Eltern und Lehrkräften bezüglich der Kinder- und Jugendarbeit der Gebietskirche.
Die NAK-Gemeinde Süd beteiligte sich im Zeitraum 2012–2014 an einem internationalen Gospelprojekt, das mit einem gemeinsamen Auftritt in der Kirche in Treptow zu Ende ging.

## Lage
Das Kirchengebäude stand auf dem Schmollerplatz, der nach Gustav Friedrich von Schmoller benannt ist. Die um den Platz herumführenden Verkehrswege wurden alle in Schmollerplatz benannt.
Im Herbst 2024 wurde es abgerissen.